# Thirsty Work
Thirsty Work je jednadvacáté studiové album britské rockové skupiny Status Quo, vydané v srpnu 1994 u vydavatelství Polydor Records. Jeho producentem byl frontman skupiny Francis Rossi. Píseň „Sorry“ nahrál v roce 1980 zpěvák Demis Roussos, jejím autorem však je Rossi spolu s Bernie Frostem a oba se na albu z roku 1980 rovněž podíleli.

## Seznam skladeb
| Pořadí | Název                      | Autor                                  | Délka |
| ------ | -------------------------- | -------------------------------------- | ----- |
| 1.     | Goin' Nowhere              | Francis Rossi, Bernie Frost, Macannany | 3:50  |
| 2.     | I Didn't Mean It           | David                                  | 3:22  |
| 3.     | Confidence                 | Andy Bown                              | 3:14  |
| 4.     | Point of No Return         | Bown, John Edwards                     | 3:50  |
| 5.     | Sail Away                  | Rossi, Frost                           | 3:34  |
| 6.     | Like It or Not             | Rossi, Frost                           | 4:01  |
| 7.     | Soft in the Head           | Rossi, Frost                           | 3:20  |
| 8.     | Queenie                    | Rossi, Frost                           | 3:32  |
| 9.     | Lover of the Human Race    | Rossi, Bown                            | 3:32  |
| 10.    | Sherri, Don't Fail Me Now! | Bown, Edwards                          | 3:20  |
| 11.    | Rude Awakening Time        | Rossi, Frost                           | 4:12  |
| 12.    | Back on My Feet            | Rossi, Frost                           | 3:06  |
| 13.    | Restless                   | Warnes                                 | 4:10  |
| 14.    | Ciao-Ciao                  | Rossi, Bown                            | 3:31  |
| 15.    | Tango                      | Rossi, Frost                           | 4:06  |
| 16.    | Sorry                      | Rossi, Frost                           | 3:28  |

## Obsazení
- Francis Rossi – sólová kytara, zpěv
- Rick Parfitt – rytmická kytara, zpěv
- John „Rhino“ Edwards – basová kytara
- Andy Bown – klávesy
- Jeff Rich – bicí